# Strophiona laeta
Strophiona laeta är en skalbaggsart som först beskrevs av Leconte 1857.  Strophiona laeta ingår i släktet Strophiona och familjen långhorningar. Inga underarter finns listade i Catalogue of Life.